# 22 Eskadra Bombowa

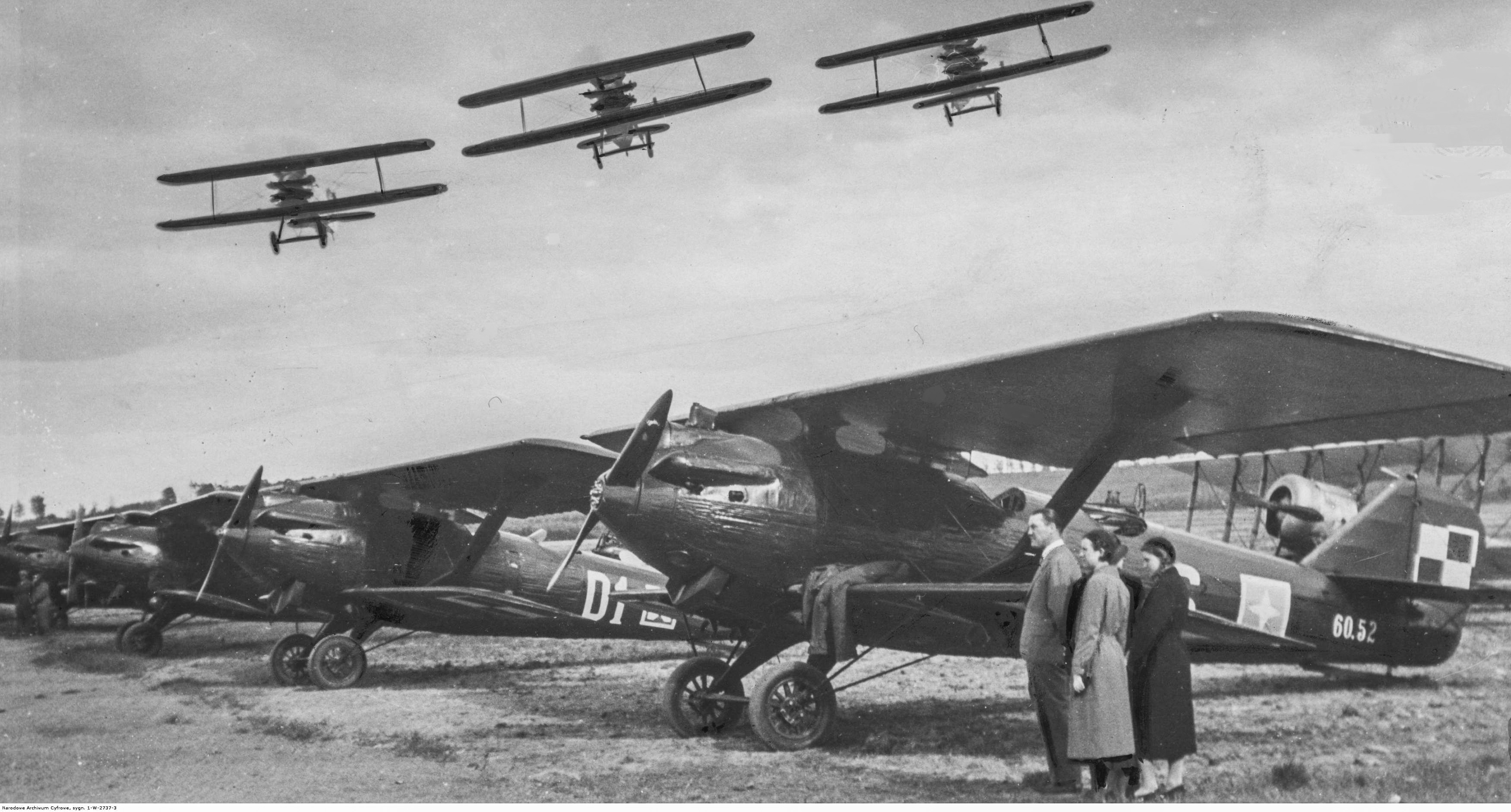
Breguet 19 z 22 eskadry liniowej na lotnisku w Katowicach

22 (2) eskadra bombowa (lotnicza, liniowa) – pododdział lotnictwa Wojska Polskiego w II Rzeczypospolitej.
Sformowana 6 marca 1919 w Poznaniu jako 3 Wielkopolska eskadra lotnicza polna. Rozkazem z 13 kwietnia 1920 roku jednostka przemianowana została na 14 eskadrę wywiadowczą.  W sierpniu 1921 14 eskadra wywiadowcza weszła w skład II dywizjonu wywiadowczego 2 pułku lotniczego w Krakowie. W maju 1925 jednostka przemianowana została na 22 eskadrę lotniczą, a cztery lata później na 22 eskadrę liniową. We wrześniu 1938 podporządkowana została dowódcy SGO „Śląsk” i wzięła udział w rewindykacji Zaolzia. W sierpniu 1939 pododdział przemianowany został na 22 eskadrę bombową lekką i podporządkowany dowódcy Brygady Bombowej, w składzie której walczyła w kampanii wrześniowej.
Godła eskadry:
- biała czteroramienna gwiazda na de niebieskiego kwadratu z białą obwódką – na samolotach Breguet XIX
- czarny skrzydlaty smok „Bazyliszek” z bombą na tle niebieskiego kwadratu – na samolotach Breguet XIX i PZL-23 „Karaś”

## 22 eskadra liniowa w okresie pokoju
Zgodnie z rozkazem MSWojsk. z 27 maja 1925 14 eskadrę wywiadowczą 2 pułku lotniczego przemianowano na 22 eskadrę lotniczą.
Od października tego roku eskadra przezbrajała się w samoloty Potez XV, a 3 załogi eskadry wzięły udział w manewrach zorganizowanych w 1925 na Wołyniu.
Podczas przewrotu majowego 1926 2 pułk lotniczy wystawił 10-samolotową eskadrę. Jej dowódcą był kpt. pil. Czesław Dolecki – etatowy dowódca 22 eskadry. Z początkiem 1927 jednostka została sukcesywnie przezbrojona w samoloty Potez XXVII. W lecie 1927 szkołę ognia artylerii obsługiwały na Podhalu 3 załogi bazując na lądowisku Długopole koło Czarnego Dunajca. Następnie cała eskadra wraz z 2 samolotami łącznikowymi przeniosła się na lotnisko Zawiercie i uczestniczyła w koncentracji dywizji piechoty.  W ostatniej fazie ćwiczeń eskadra operowała z lotniska w rejonie Sandomierza.
W 1928 etat eskadry zwiększono z 6 do 10 samolotów. Zwiększył się dopływ wyszkolonych obserwatorów i pilotów z Oficerskiej Szkoły Lotnictwa w Dęblinie. Załogi, oprócz codziennych zajęć ustalonych programem doskonalenia, uczestniczyły w ćwiczeniach letnich i zimowych jednostek DOK V oraz odbywały szkołę ognia zorganizowaną na poligonie błędowskim. W 1929 eskadry lotnicze przemianowano na „liniowe”, a do jednostki zaczęły przybywać pierwsze samoloty Breguet XIX. Pozostawały one na wyposażeniu eskadry do połowy 1937.
W 1930 zorganizowano sekcję łączności, fotograficzną i uzbrojenia. W lecie 1931 eskadra przebywała na poligonie artyleryjskim w m. Leśna koło Baranowicz. W sierpniu i wrześniu 1932 załogi eskadry współpracowały z wielkimi jednostkami piechoty i kawalerii w rejonie Niska. Latem 1933 eskadra odbyła szkołę ognia na poligonie błędowskim, a we wrześniu i październiku wszystkie załogi współpracowały w ćwiczeniach międzydywizyjnych na terenie Krakowskiego i Kieleckiego.
W 1934 Załogi eskadry oprócz ćwiczeń przewidzianych programem uczestniczyły w międzynarodowych zawodach i popisach lotniczych zdobywając nagrody i wyróżnienia. W lecie 1934 za pomoc i ratunek dla powodzian. st.szer. Stanisław Ćwiartniewicz został odznaczony Medalem „Za ratowanie ginących”.
Na przełomie 1936 i 1937 eskadra została przezbrojona w samoloty produkcji krajowej PZL-23A, a następnie PZL-23B „Karaś”. Nowe 3-załogowe samoloty wymagały zgrania i bardziej wszechstronnego wyszkolenia załóg. Dlatego w tym roku eskadra nie brała udziału w letnich ćwiczeniach. W marcu 1938, 9 „Karasi” 22 eskadry uczestniczyło w koncentracji lotnictwa liniowego na lotnisku w Lidzie. W lecie eskadra brała udział w dużych manewrach wojsk lądowych na Wołyniu, skąd przydzielono ją do lotnictwa Samodzielnej Grupy Operacyjnej „Śląsk”.

## Działania eskadry w 1939

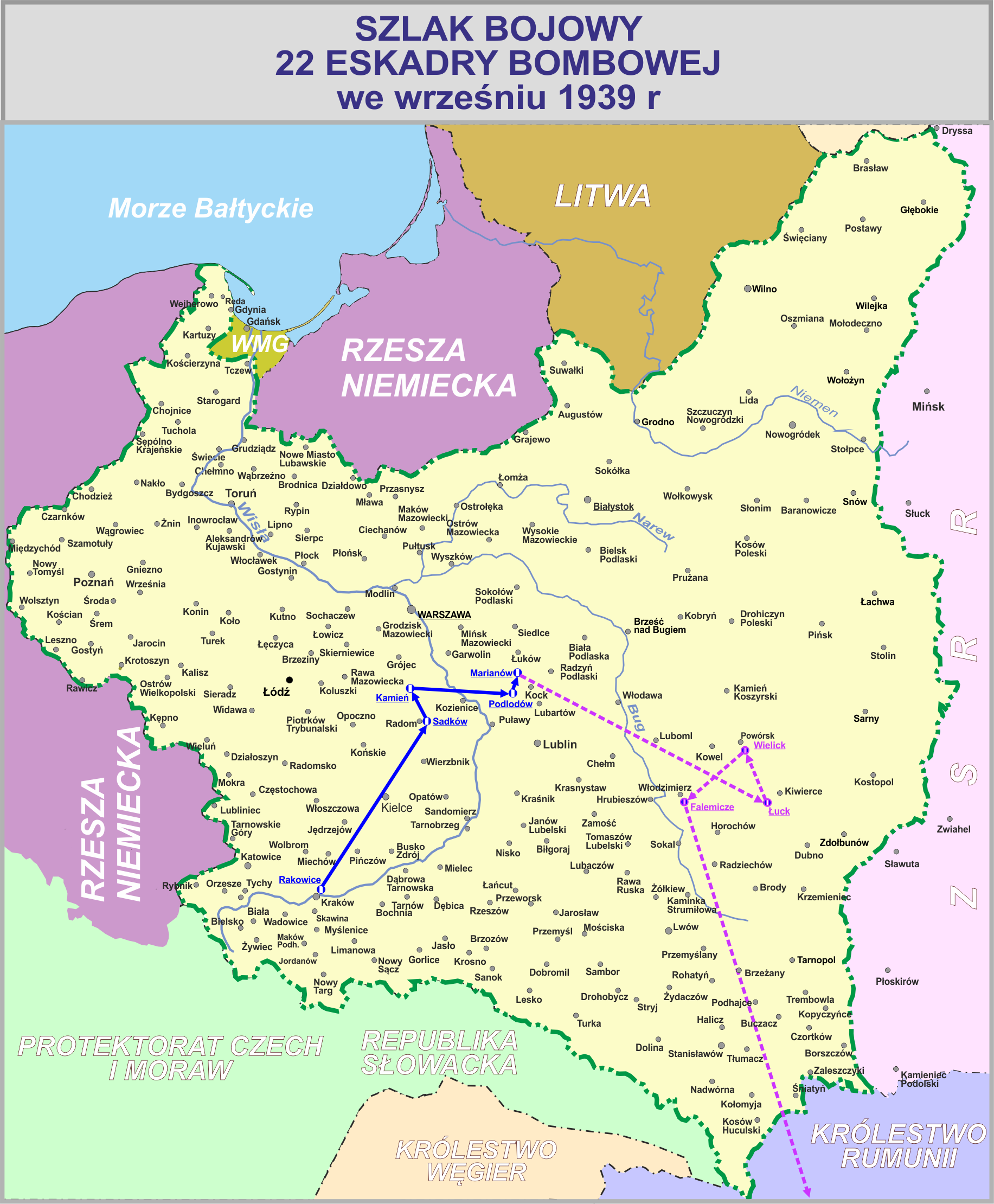

Mimo wzrastającego napięcia politycznego z III Rzeszą Niemiecką, eskadra odbyła w czerwcu 1939 szkołę ognia na Pustyni Błędowskiej. W lipcu przydzielono do eskadry 8 podchorążych ostatniego rocznika SPL Dęblin oraz 1 podchorążego rezerwy. W ostatniej dekadzie sierpnia personel latający i naziemny postawiono w stan pogotowia i skoszarowano na lotnisku Rakowice.

### Mobilizacja eskadry
W dniach 24-26 sierpnia 1939 przeprowadzona została mobilizacja alarmowa 22 eskadry liniowej. Po dokonaniu czynności mobilizacyjnych eskadra została ulokowana w zachodniej części lotniska. Obszar ten był całkowicie pozbawiony możliwości maskowania. 26 sierpnia rzut kołowy eskadry odjechał transportem kolejowym do Radomia, a rzut powietrzny 27 sierpnia został przeniesiony na lotnisko Sadków, skąd po południu 31 sierpnia odleciał na lotnisko Wsola.

### Walki 22 eskadry bombowej we wrześniu 1939
Kampanię wrześniową 22 eskadra bombowa lekka odbyła w składzie II dywizjonu bombowego lekkiego Brygady Bombowej. Z dniem 1 września została przemianowana została na 22 eskadrę bombową. Posiadała 10 samolotów PZL.23B Karaś, 1 samolot Fokker F.VIIB/3m i 1 samolot RWD-8.
1 września eskadra przebywała na lotnisku Wsola. Z braku możliwości zamaskowania samolotów, przed wieczorem eskadra przeniosła się na lądowisko Kamień. Personel zakwaterowano w folwarku, a w lesie ustawiono samoloty i podręczne magazyny paliwa oraz bomb.
2 września nie wykonywano lotów bojowych. Kończono niwelację pola wzlotów. 
3 września PZL P.23 pilotowany przez Gustawa Hławiczka (razem z obserwatorem Tadeuszem Kalinowskim i strzelcem Andrzejem Ustupskim) po ataku na kolumny pancerne został zaatakowany przez Bf-109 z 2./JG 77 (Lt. Karl-Heinz Nordmann) i zestrzelony. A. Ustupski zginął przy lądowaniu, T. Kalinowski zmarł w szpitalu 18 września, G. Hławiczka doznał obrażeń.
Z lotu bojowego nie powrócił także samolot zestrzelony nad Wojciechowem. Poległych lotników: ppor. pil. Józefa Jelenia, ppor. obs. Władysława Żupnika oraz kpr. strz.sam. Stanisława Kapturkiewicza pochowano w Oleśnie woj. opolskie. W miejscowości znajduje się poświęcony ich pamięci pomnik. 
Przebieg działań w tym dniu tak relacjonuje por. obs. Bolesław Nowicki:

... dowódca eskadry kpt. pil. Słowiński Kazimierz otrzymuje pierwszy rozkaz bombardowania kolumn pancernych npla w rej. Radomsko-Pławno-Gidle i strzelania z lotu koszącego. Wysokość bombardowania 1500 m, szyk–lucz za kluczem w odstępie 10 minut, bomby 8x50 kg na samolot. Obsada: I klucz prowadzi kpt. Słowiński, z por. obs. Wolkowem; II klucz a 4 samoloty prowadzi z-ca d-cy esk. por. obs. Nowicki z kpr. pil. Ferugą; III klucz – ppor. obs. Wójcik z kpr. pil. Kosturkiewiczem. W czasie bombardowania i po zbombardowaniu 11 Messerschmittów atakuje poszczególne klucze. Nasilenie ośrodków OPL ziemnej nad celem bardzo duże. Z wyprawy nie wróciły 3 samoloty, zestrzelone przez artylerię plot. bądź przez lotnictwo npla. Nie powrócili: d-ca esk. kpr. pil. Słowiński, por. obs. Wałków, kpr. strz. Korytowski; ppor. obs. Żupnik, pchor. pil. Jeleń, kpr. strz. Nowak; pchor. obs. Klimek, kpr. pil. Jurcewicz, kpr. strz. Kapturkiewicz. Na rozkaz d-cy dyonu dowództwo eskadry obejmuje por. obs. Bolesław Nowicki, który natychmiast wydaje rozkaz ładowania bomb i przygotowania się do powtórnej wyprawy. Zadanie: zbombardowanie kolumn pancernych w rej. Radomsko. Wysokość – 2200 m. Szyk – klucz za kluczem do celu. Po wykonaniu zadania powrót osobno kluczami. Bomby 4 × 100 kg na samolot. Skład – ciąg 2 kluczy a 3 samoloty. Całość prowadzi por. obs. Nowicki z por. pil. Czetowiczem i kpr. strz. Nowakiem. Zadanie dodatkowe otrzymuje ppor. obs. Kalinowski z plut. pil. Hławiczką i kpr. strz. Ustupskim – rozpoznanie ruchu kolumn pancernych na drogach wychodzących z Radomska na zachód, północ i wschód w promieniu około 50 km. Po wykonaniu bombardowania wyprawę atakowało 6 Messerschmittów. Samolot rozpoznawczy ppor. Kalinowskiego nie wrócił. Jeden z „Karasi” z ciężko rannym obserwatorem pchor. Grandysem i lekko rannym strzelcem kpr. Gaconiem rozbija się przy lądowaniu i zapala. Z narażeniem własnego życia mechanicy – kpr. kpr. Myszor i Surma – wyciągają spod szczątków samolotu kpr. pil. Marka i kpr. Gaconia. Natomiast pchor. obs. Grandys ginie w płomieniach. Jeden z samolotów wrócił z przestrzelonym zbiornikiem, dwa inne z dziurami od pocisków. Straty w dniu 3 września 1939: 7 oficerów, w tym d-ca eskadry, 6 podoficerów i 5 samolotów. Na szczęście dzień ten był pierwszym i ostatnim pod względem strat personelu i samolotów. Prawdziwy chrzest ogniowy.

W tym dniu kpr. Andrzej Ustupski i st. szer. Wilhelm Materia zestrzelili w walce 2 Messerschmitty.
4 września wykonano 2 loty rozpoznawcze z bombardowaniem. Załoga pchor. Zygmunta Smolika z pchor. pil. Józefem Janikiem i st. szer. Wilhelmem Materią oraz ppor. obs. Stanisława Wójcika

Ten ostatni tak opisał swój lot:

...od rana znów czekaliśmy przy samolotach. Wola mnie d-ca eskadry. Każe przygotować maszynę i mapy. Mechanicy kontrolują „Karasia”. Ja składam mapy, oddaję jak zwykle dokumenty i pieniądze. Lecę na rozpoznanie ruchu kolumn pancernych w okolicach: Zarki–Włoszczowa–Radomsko–Jędrzejów–Busko–Kielce–Radom. Pierwsze prawdziwe rozpoznanie, które tak mi się zawsze podobało przed wojną. Teraz nam możność zobaczyć jak wygląda prawdziwe rozpoznanie w czasie wojny. Startujemy. Będąc w rejonie Kielc zobaczyłem łuny palących się miast i miasteczek. Serce się krajało z żalu na taki widok. Koło Włoszczowej widzę tumany kurzu na szosie. Są, dranie! Lecz i oni mnie poznali i ostro przywitali. Zaczął się cyrk: to ja dęba w górę na 3 tys. metrów, by rozpoznać posuwającą się kolumnę, lecz nie mogę rozeznać czy to czołgi, czy samochody pancerne. Odleciałem na południe i piką do ziemi. Tego się po mnie nie spodziewali. Może nawet cieszyli się, że mnie zestrzelili i ląduję przymusowo. Lecz ja po chwili odwiedziłem ich lotem koszącym, a mój strzelec nie żałował amunicji... Na szosie Jędrzejów–Kielce rozpoznałem jeszcze jedną małą kolumnę. Koło Skarżyska na wysokości 50 metrów dostałem ostry ogień od własnych karabinów maszynowych broniących dworca kolejowego. Szczęście miałem, że byłem tak nisko, więc zdążyłem im uciec. Na lotnisko wróciłem szczęśliwie.

Powróciła również z rozpoznania i bombardowania załoga pchor. Zygmunta Smolika. 5 września załoga por. Bolesław Nowicki z por. Kazimierzem Czetowiczem i kpr. strz. Władysławem Nowakiem rozpoznawał rejon Opoczno–Końskie–Radom. Przed wieczorem padł rozkaz odlotu do Podlodowa. Z uwagi na zapadający zmierzch, por. Bolesław Nowicki zdecydował lecieć na lotnisko Ułęż jako bezpieczniejsze do lądowania po ciemku. 6 września o świcie eskadra przeleciała na lotnisko Podlodów, a skąd około południa na lotnisko połowę Marianów-Wojcieszków. Ppor. obs. Wójcik rozpoznawał niemieckie zagony pancerne w obszarze Różan–Pułtusk–Wyszków–Małkinia. 7 września  wszystkie „Karasie” eskadry uczestniczyły w wyprawie bombowej prowadzonej przez dowódcę dywizjonu. Bomby zrzucono w rejonie Piotrkowa, Ozorkowa i Łęczycy. Wszystkie samoloty wróciły bez strat. 8 września klucz eskadry realizował zadanie odszukania i zbombardowania kolumny pancernej w rejonie Różan–Brok–Sokołów Podlaski. W czasie dolotu na cel, klucz por. Nowickiego zaatakował Dorniera 17. „Niemiec” uciekł, nie wdając się w walkę. Kolumnę pancerną zbombardowano w rejonie Sokołowa. W południe załoga: ppor. obs. Wójcik, kpr. pil. Józef Feruga i kpr. strz. Kazimierz Podgórski rozpoznawała przeprawy niemieckie przez Wisłę. Nie powrócił z lotu pocztowego samolot RWD-8, wysłany z meldunkiem do sztabu Brygady Bombowej. 9 września eskadra wykonała dwa dalekie loty rozpoznawcze. Załoga ppor. obs. Wójcika rozpoznawała rejon Siedlce–Sokołów–Ostrołęka–Łomża–Mława–Nowy Dwór–Warszawa, a pchor. obs. Wodzickiego rejon Warszawa–Sochaczew–Płock–Włocławek–Łódź–Kielce–Radom. Obie załogi dostarczyły dokładnych i cennych informacji o ruchach niemieckich kolumn pancerno-motorowych zbliżających się koncentrycznie do stolicy. Meldunki z rozpoznań przekazał ppor. Wójcik samolotem RWD-8 do sztabu w Warszawie oraz dodatkowo do Małaszewicz z przeznaczeniem dla Naczelnego Wodza. 10 września ppor. obs. Wójcik rozpoznał rejon Siedlce–Węgrów–Sokołów–Drohiczyn–Łosice. Było to ostatnie zadanie eskadry w kampanii wrześniowej.
W wyniku reorganizacji polskiego lotnictwa, samoloty II dywizjonu zostały przykazane do VI dywizjonu bombowego lekkiego. Personel latający miał odjechać rzutem kołowym ku granicy polsko-rumuńskiej w celu odbioru samolotów alianckich. 11 września samoloty II dywizjonu odleciały na lotnisko VI dywizjonu. W czasie przelotu nad Włodawą został ranny w nogę, ostrzelany przez własną OPL pilot Fokkera st. sierż. Tomasz Zając. Pilotowany przez mechanika samolot wylądował szczęśliwie w Wielicku. St. sierż. Zając został odesłany do szpitala w Łucku. Rzut kołowy eskadry, przez Lublin–Włodzimierz Wołyński–Dubno–Łuck–Brody dotarł 15 września do Horodenki. 17 września otrzymał rozkaz przekroczenia granicy.
| Działania eskadry | Działania eskadry | Działania eskadry | Działania eskadry |
| ----------------- | --- | --- | --- |
|                   | Loty bojowe | Tonaż bomb | Zestrzelenia |
| 38                | 12 ton | 2 samoloty | |
| Straty eskadry    | | | |
| Polegli           | kpt. Słowiński, por. Wałków, ppor. Żupnik, pchor. Grandys, pchor. Jeleń, pchor. Klimek, kpr. Jurcewicz, kpr. Kapturkiewicz, kpr. Korytowski, kpr. Nowak, kpr. Ustupski | kpt. Słowiński, por. Wałków, ppor. Żupnik, pchor. Grandys, pchor. Jeleń, pchor. Klimek, kpr. Jurcewicz, kpr. Kapturkiewicz, kpr. Korytowski, kpr. Nowak, kpr. Ustupski | kpt. Słowiński, por. Wałków, ppor. Żupnik, pchor. Grandys, pchor. Jeleń, pchor. Klimek, kpr. Jurcewicz, kpr. Kapturkiewicz, kpr. Korytowski, kpr. Nowak, kpr. Ustupski |
| Ranni             | st. sierż. Zając, kpr. Gacoń, kpr. Marek | st. sierż. Zając, kpr. Gacoń, kpr. Marek | st. sierż. Zając, kpr. Gacoń, kpr. Marek |
| Zaginieni         | ppor. Kalinowski, plut. Hławiczka, kpr. Biskup, załoga por. obs. Mazura                                                                                                | ppor. Kalinowski, plut. Hławiczka, kpr. Biskup, załoga por. obs. Mazura                                                                                                | ppor. Kalinowski, plut. Hławiczka, kpr. Biskup, załoga por. obs. Mazura                                                                                                |
| Samoloty          | | | |
| Stan              | Uzupełnienie | Zniszczone | Ewakuacja |
| 10 PZL.23 Karaś   | 0 | 5 | 5 przekazanych do VI dywizjonu |

## Obsada personalna eskadry
| Stopień         | Imię i nazwisko        | Okres pełnienia służby   |
| --------------- | ---------------------- | ------------------------ |
| kpt. obs.       | Wiktor Zawadzki        | od 29 V 1925             |
| kpt. pil.       | Czesław Dolecki        | od I 1926                |
| por. pil.       | Stanisław Jakubowski   | od 9 XI 1926             |
| kpt. pil.       | Christian Kretowicz    | 10 X 1928 – 7 III 1929)  |
| kpt. pil.       | Stanisław Nazarkiewicz | od 8 III 1929            |
| kpt. dypl. pil. | Mateusz Iżycki         | od VIII 1929             |
| kpt. obs.       | Alojzy Morawiec        | od I 1930                |
| por. pil.       | Jan Gaździk            | od XI 1930 – 30 III 1931 |
| kpt. obs.       | Stanisław Olszewski    | od III 1931              |
| kpt. obs.       | Władysław Bohuszewicz  | od 8 X 1933              |
| kpt. pil.       | Marian Loedl           | 30 X 1934 – 2 IX 1936    |
| kpt. pil.       | Jan Bąk                | 1936                     |
| kpt. obs.       | Zdzisław Strantz       | od X 1936 – 22 IX 1937   |
| kpt. obs.       | Antoni Kłosiński       | 23 X 1937 – 31 XII 1938  |
| kpt. pil.       | Kazimierz Słowiński    | I – IX 1939              |

| Stanowisko         | Stopień, imię i nazwisko             | Przydział we wrześniu 1939 |
| ------------------ | ------------------------------------ | -------------------------- |
| dowódca eskadry    | kpt. Kazimierz Słowiński             |                            |
| oficer taktyczny   | por. Władysław Czesław Rewakowicz    |                            |
| oficer techniczny  | chor. Antoni Ziętek                  |                            |
| pilot              | por. Kazimierz Czetowicz             |                            |
| starszy obserwator | por. Józef Suska                     |                            |
| obserwator         | por. piech. Stanisław Florian Walkow |                            |
| obserwator         | ppor. piech. Stanisław Marian Wójcik |                            |
| obserwator         | ppor. Kazimierz Kalinowski           |                            |
| obserwator         | ppor. Jerzy Stefan Rejnowicz         |                            |
| obserwator         | ppor. Kazimierz Jan Wójcicki         |                            |
| obserwator         | ppor. Władysław Żupnik               |                            |

| Dowództwo eskadry         | Dowództwo eskadry             | Dowództwo eskadry            |
| Stanowisko                | Stopień, imię i nazwisko      | Uwagi                        |
| ------------------------- | ----------------------------- | ---------------------------- |
| dowódca eskadry           | kpt. pil. Kazimierz Słowiński | do 3 IX                      |
| oficer taktyczny          | por. obs. Bolesław Nowicki    | od 4 IX dowódca eskadry      |
| oficer techniczny         | ppor. Stanisław Harasymowicz  |                              |
| szef mechaników           | chor. techn. Antoni Zientek   |                              |
| szef administracyjny      | st. sierż. Antoni Lubiak      |                              |
|                           |                               |                              |
| Załogi samolotów          |                               |                              |
| Obserwatorzy              | Piloci                        | Strzelcy pokładowi           |
| por. Stanisław Walkow     | por. Kazimierz Czetowicz      | kpr. Jerzy Biskup            |
| ppor. Tadeusz Kalinowski  | pchor. Grzegorz Bukowiecki    | kpr. Ignacy Gacoń            |
| ppor. Stanisław Wójcik    | pchor. Józef Janik            | kpr. Stanisław Kapturkiewicz |
| ppor. Władysław Żupnik    | pchor. Józef Jeleń            | kpr. Stanisław Korytowski    |
| pchor. Wacław Grandys     | plut.Antoni Domogała          | kpr. Władysław Nowak         |
| pchor. Zbigniew Groyecki  | plut. Tomasz Zając            | kpr. Kazimierz Podgórski     |
| pchor. Jan Klimek         | plut. Gustaw Hławiczka        | kpr. Andrzej Ustupski        |
| pchor. Zygmunt Smolik     | kpr. Franciszek Burghardt     | st. szer. Wilhelm Materla    |
| pchor. Mariusz Wodzicki   | kpr. Józef Feruga             |                              |
| pchor. rez. Józef Faber   | kpr. Witold Foltyn            |                              |
|                           | kpr. Mikołaj Jurcewicz        |                              |
| kpr. Antoni Kosturkiewicz |                               |                              |
| kpr. Feliks Marek         |                               |                              |
| kpr. Gerard Schmidt       |                               |                              |

## Wypadki lotnicze
W okresie funkcjonowania eskadry miały miejsce następujące wypadki lotnicze zakończone obrażeniami lub śmiercią pilota:
- 6 marca 1931 w wypadku lotniczym zginął ppor. pil. Jan Górecki.
- 27 lipca 1932 zginęli sierż. pil. Stanisław Ślusarczyk i ppor. obs. Aleksander Trykalski. Wypadek zdarzył się podczas odbywających się centralnych zawodów lotniczych w czasie których załoga przymusowo lądowała nocą koło wsi Młodejowa powiat Płock.
- 7 września 1933 doszło do tragicznego wypadku w miejscowości  Janowice koło Szczekocin. Rozpoznająca na korzyść 6 DP załoga plut. pil. Czesław Popczyk i por. obs. Edward Władysław Krupski, zderzyła się w powietrzu z załogą kpr. pil. Roman Irrek i ppor. obs. Kazimierz Gołda, którzy podchodzili celem zrzucenia meldunku  na płachtę łączności 22 DP. Wszyscy piloci zginęli, a prawdopodobną przyczyną była poranna przyziemna mgła.
- 29 maja 1934 zginął pilot chor. Stanisław Jadczak, podczas wykonywania nocnego lotu w okolicach Lubaczowa. Lecący z nim obserwator ppor. Franciszek Kurek uratował się skacząc na spadochronie.

## Samoloty eskadry

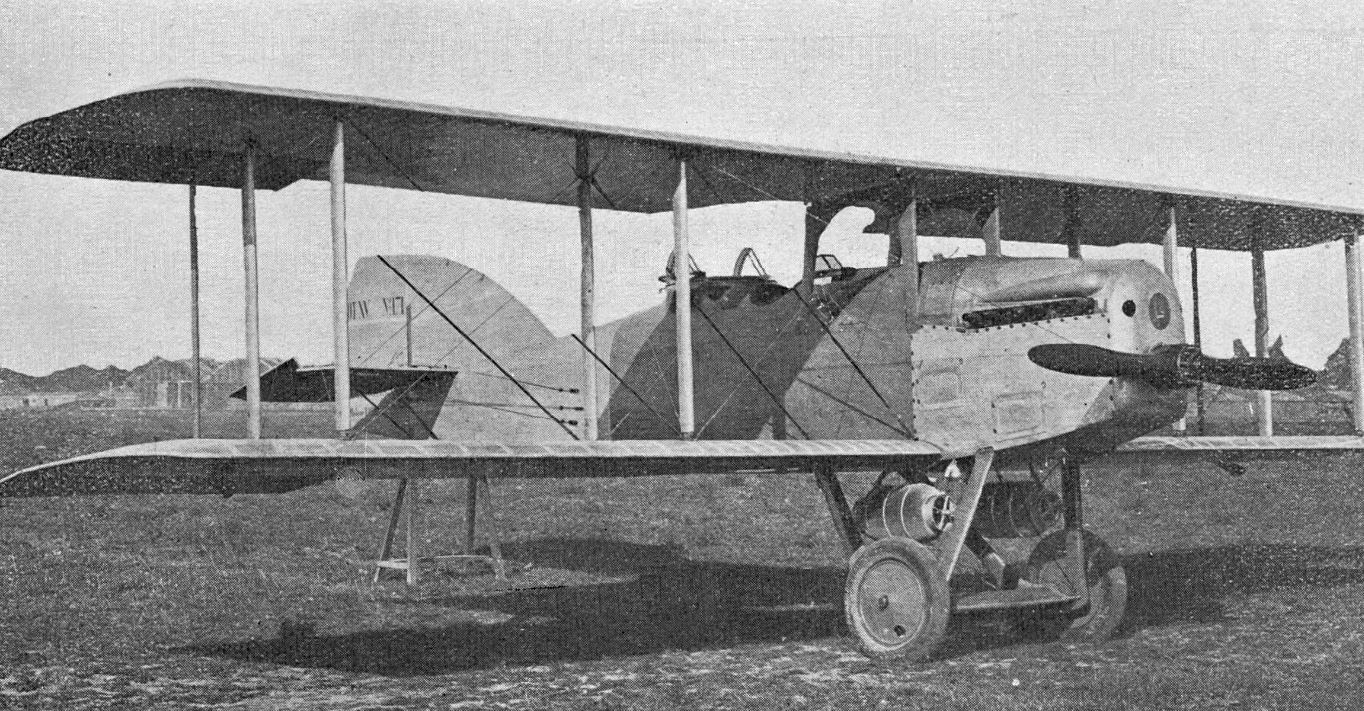
Potez XV (1925–1927)
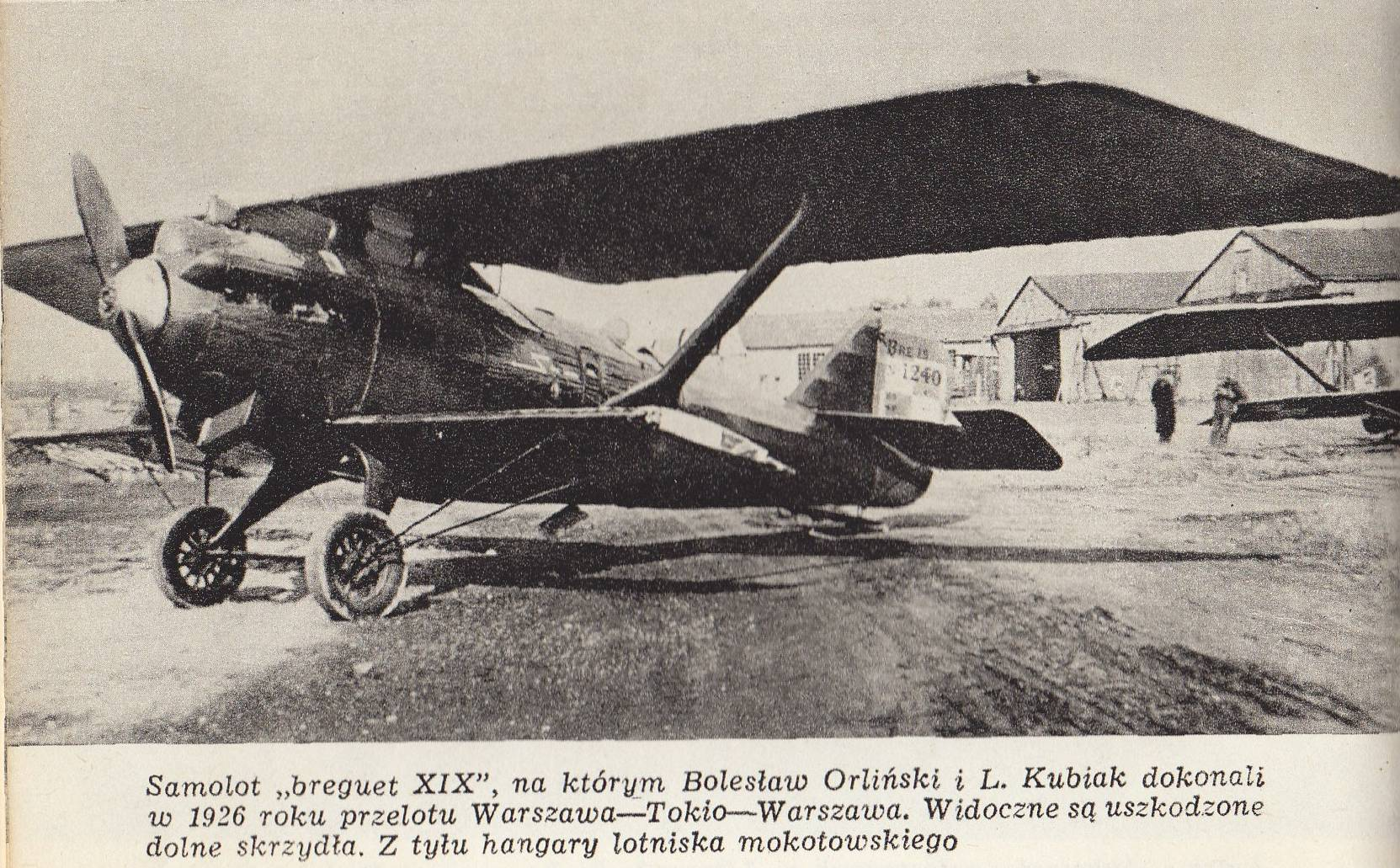
Breguet 19 (1928–1935)
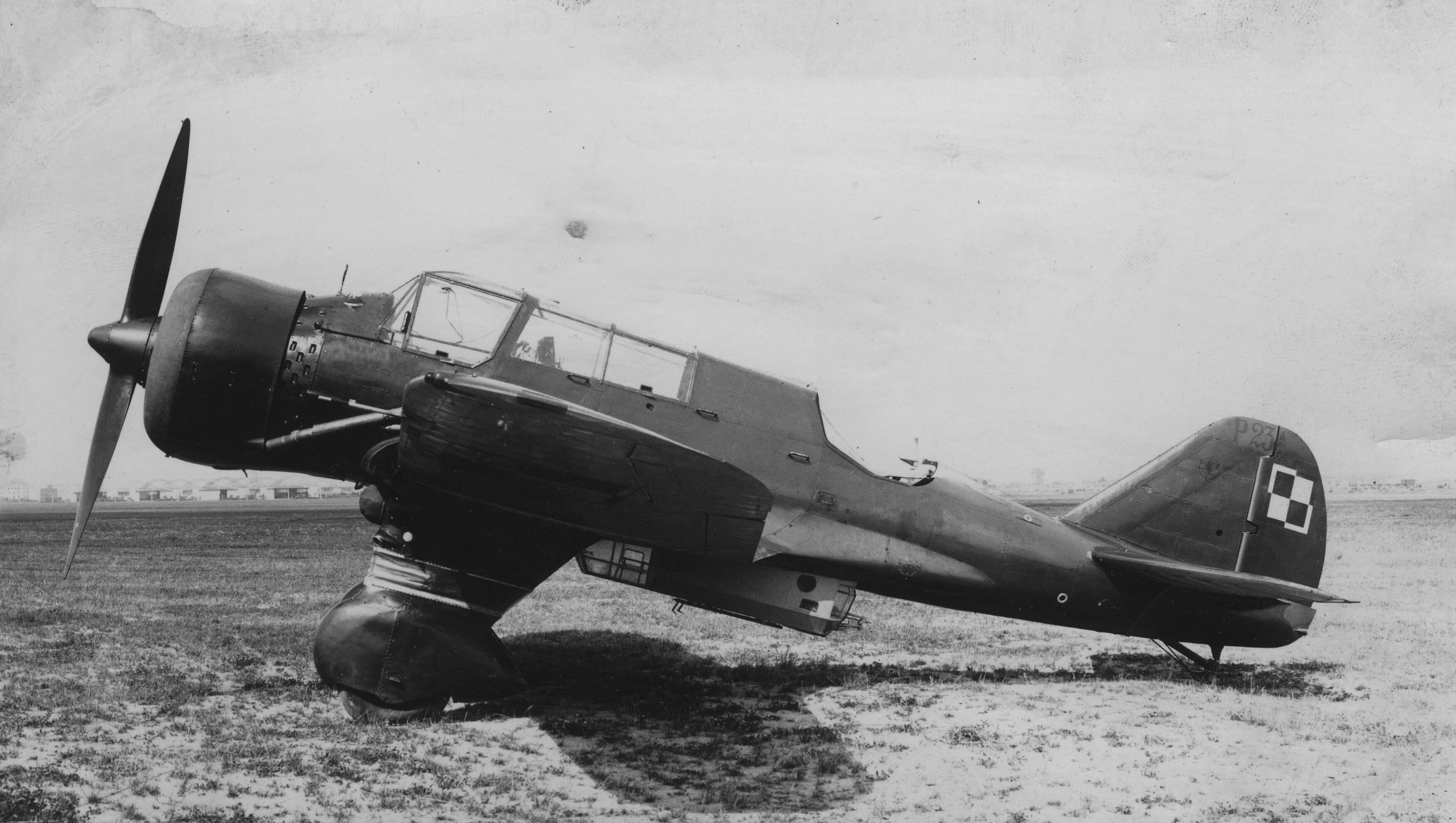
PZL.23 Karaś (1935–1939)
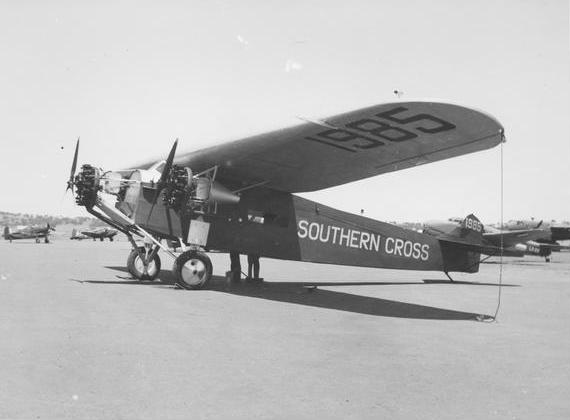
Fokker F.VII (transportowy)
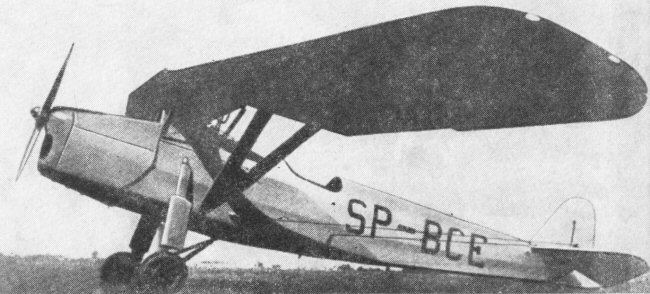
RWD-8 (łącznikowy)